# Podiceps
Podiceps és un gènere d'aus de la família dels podicipèdids (Podicipedidae). Les seves espècies es coneixen popularment amb el nom de cabussó.
Té representants que es reproduïxen en Europa, Àsia, Nord, Centre i Amèrica del Sud. Hi ha més espècies en l'Hemisferi Nord que emigren a l'hivern a la zones de costes o a climes més calorosos.
Viuen entre la vegetació, en àrees de llacs i llacunes d'aigua dolça, niant a la vora de l'aigua, són molt maldestres en terra. Normalment ponen dos ous, i el jove és ratllat. Tot el gènere són nedadors i bussejadors excel·lents, i s'alimenten de peixos, que capturen capbussant-se sota aigua. Els adults tenen plomatge de cria cridaners, sense diferències entre els sexes. A l'hivern, el plomatge és diferent.

## Taxonomia
S'han descrit 10 espècies, una d'elles extinta en època històrica:
- cabussó gros (Podiceps major)
- cabussó gris (Podiceps grisegena)
- cabussó emplomallat (Podiceps cristatus)
- cabussó orellut (Podiceps auritus)
- cabussó collnegre (Podiceps nigricollis)
- cabussó de Colòmbia (Podiceps andinus)
- cabussó argentat meridional (Podiceps occipitalis)
- cabussó argentat septentrional (Podiceps juninensis)
- cabussó del Junín (Podiceps taczanowskii)
- cabussó encaputxat (Podiceps gallardoi)